# Erclin
L'Erclin è un fiume francese che scorre nel dipartimento del Nord. Confluisce con la Schelda, di cui è affluente.

## Geografia
La lunghezza del suo corso è di 34,1 km. 
L'Erclin nasce all'altitudine di 140 metri s.l.m. a Maurois, nel centro-città vicino al Municipio, dietro la chiesa, e confluisce nel canale della Schelda al confine dei tre comuni di Iwuy, Thun-Saint-Martin e Thun-l'Évêque all'altitudine di 35 metri.

### Comuni e cantoni attraversati
Nel solo dipartimento del Nord, l'Erclin attraversa 17 comuni e 4 cantoni:
- Comuni Maurois (sorgente), Reumont, Troisvilles, Inchy, Beaumont-en-Cambrésis, Béthencourt, Viesly, Quiévy, Saint-Hilaire-lez-Cambrai, Saint-Vaast-en-Cambrésis, Saint-Aubert, Avesnes-les-Aubert, Rieux-en-Cambrésis, Naves, Iwuy, Thun-Saint-Martin, Thun-l'Évêque (confluenza).

In termini di cantoni, l'Erclin nel cantone di Le Cateau-Cambrésis, attraversa i cantoni di Carnières e Solesmes e confluisce nel cantone di Cambrai-Est.

## Affluenti
L'Erclin ha 4 affluenti contributori ufficiali:
- il torrente entro due città, alla riva destra, 1,3 chilometri su Honnechy e Maurois.
- il riot de Caudry, successivamente chiamato il Rio di Beauvois, poi il Riot du Pont à Vaques, alla riva sinistra, 11,2 km, sui sei comuni[2] di Caudry (sorgente), Beauvois-en-Cambrésis, Boussières-en-Cambrésis, Carnières, Avesnes-les-Aubert, Rieux-en-Cambrésis (confluenza) ; la sorgente nel cantone di Clary, attraversa e confluisce nel cantone di Carnières.
- il Navy, o Petit Erclin[3] alla riva sinistra 1,7 km, su Thun-Saint-Martin
- il Riot du Fay, alla riva sinistra, 1,3 km su Troisvilles.

(si dovrebbe aggiungere il torrente del Matis, alla riva destra, su Saint-Vaast-en-Cambrésis).

## Idrologia
La superficie del bacino drenato è di 160 km2.
Due stazioni di controllo della qualità delle acque di superficie sono installate a Saint-Aubert e a Iwuy o Thun-Saint-Martin.